# Kebumen (Sukorejo)
Kebumen is een bestuurslaag in het regentschap Kendal van de provincie Midden-Java, Indonesië. Kebumen telt 4470 inwoners (volkstelling 2010).